# فهرست خورشیدگرفتگی‌های قابل مشاهده در ایران
این فهرست شامل فهرست خورشیدگرفتگی‌های قابل مشاهده در ایران (از سال ۱۹۹۹ تا ۲۰۴۰ میلادی) است.

## خورشیدگرفتگی‌های گذشته
- خورشیدگرفتگی ۲۰ مرداد ۱۳۷۸ (برابر ۱۱ اوت ۱۹۹۹ میلادی)

آخرین خورشیدگرفتگی کلی در قرن بیستم میلادی بود که برای ایران گرفتی تاریخی بود و در برخی شهرهای ایران از جمله اصفهان به‌صورت کلی مشاهده گردید. گرفت کامل به پهنای ۱۰۰ کیلومتر از شمال غرب ایران وارد شد و در جنوب شرق خارج گردید. در سایر نقاط ایران به‌صورت جزئی رویت گردید.
- خورشیدگرفتگی ۳۱ مه ۲۰۰۳ (برابر ۱۰ خرداد ۱۳۸۲ خورشیدی)

خورشیدگرفتگی حلقه‌ای که در ایران به‌صورت جزئی مشاهده شد.
- خورشیدگرفتگی ۳ اکتبر ۲۰۰۵ (برابر ۱۱ مهر ۱۳۸۴ خورشیدی)

خورشیدگرفتگی حلقه‌ای که در ایران به‌صورت جزئی مشاهده شد.
- خورشیدگرفتگی ۲۹ مارس ۲۰۰۶ (برابر ۹ فروردین ۱۳۸۵ خورشیدی)

خورشیدگرفتگی کلی که در ایران به‌صورت جزئی مشاهده شد.
- خورشیدگرفتگی ۱۹ مارس ۲۰۰۷ (برابر ۲۸ اسفند ۱۳۸۵ خورشیدی)

خورشیدگرفتگی جزئی که در ایران به‌صورت جزئی مشاهده شد.
- خورشیدگرفتگی ۱ اوت ۲۰۰۸ (برابر ۱۱ مرداد ۱۳۸۷ خورشیدی))

خورشیدگرفتگی کلی که در ایران به‌صورت جزئی مشاهده شد.
- خورشیدگرفتگی ۱۵ ژانویه ۲۰۱۰ (برابر ۲۵ دی ۱۳۸۸ خورشیدی)

خورشیدگرفتگی حلقه‌ای که در ایران به‌صورت جزئی مشاهده شد.
- خورشیدگرفتگی ۴ ژانویه ۲۰۱۱ (برابر ۱۴ دی ۱۳۸۹ خورشیدی)

خورشیدگرفتگی جزئی که در ایران به‌صورت جزئی مشاهده شد.
- خورشیدگرفتگی ۳ نوامبر ۲۰۱۳ (برابر ۱۲ آبان ۱۳۹۲ خورشیدی)

خورشیدگرفتگی مرکب که در ایران به‌صورت جزئی مشاهده شد.
- خورشیدگرفتگی ۲۰ مارس ۲۰۱۵ (برابر ۲۹ اسفند ۱۳۹۳ خورشیدی)

خورشیدگرفتگی کلی که در ایران به‌صورت جزئی مشاهده شد.
- خورشیدگرفتگی ۲۶ دسامبر ۲۰۱۹ (برابر ۵ دی ۱۳۹۸ خورشیدی)

خورشیدگرفتگی حلقه‌ای که در ایران به‌صورت جزئی مشاهده شد.
- خورشیدگرفتگی ۲۱ ژوئن ۲۰۲۰ (برابر ۱ تیر ۱۳۹۹ خورشیدی)

خورشیدگرفتگی حلقه‌ای که در ایران به‌صورت جزئی مشاهده شد.
- خورشیدگرفتگی ۲۵ اکتبر ۲۰۲۲ (برابر ۳ آبان ۱۴۰۱ خورشیدی)

خورشیدگرفتگی جزئی که در ایران به‌صورت جزئی مشاهده شد.

## خورشیدگرفتگی‌های آینده
- خورشیدگرفتگی ۲ اوت ۲۰۲۷ (برابر ۱۱ مرداد ۱۴۰۶ خورشیدی)

خورشیدگرفتگی کلی که در ایران به‌صورت جزئی مشاهده می‌شود.
- خورشیدگرفتگی ۱ ژوئن ۲۰۳۰ (برابر ۱۱ خرداد ۱۴۰۹ خورشیدی)

خورشیدگرفتگی حلقه‌ای که در ایران به‌صورت جزئی مشاهده می‌شود.
- خورشیدگرفتگی ۲۱ مه ۲۰۳۱ (برابر ۳۱ اردیبهشت ۱۴۱۰ خورشیدی)

خورشیدگرفتگی حلقه‌ای که در ایران به‌صورت جزئی مشاهده می‌شود.
- خورشیدگرفتگی ۳ نوامبر ۲۰۳۲ (برابر ۱۳ آبان ۱۴۱۱ خورشیدی)

خورشیدگرفتگی جزئی که در ایران به‌صورت جزئی مشاهده می‌شود. تنها در گوشه شمال شرق ایران قابل رویت است.
- خورشیدگرفتگی ۳۰ اسفند ۱۴۱۲ (برابر ۲۰ مارس ۲۰۳۴ میلادی)

خورشیدگرفتگی کلی که در برخی شهرهای ایران و افغانستان و پاکستان از جمله بوشهر، شیراز و رفسنجان، هرات، اسلام‌آباد، پیشاور و سرینگر به‌صورت کلی نیز مشاهده می‌شود. خط گرفت کامل به پهنای ۱۶۰ کیلومتر از جنوب غرب ایران (استان بوشهر) تا میانه شرق را دربر می‌گیرد و در سایر نواحی ایران به‌صورت جزئی دیده می‌شود.
- خورشیدگرفتگی ۱۶ ژانویه ۲۰۳۷ (برابر ۲۷ دی ۱۴۱۵ خورشیدی)

خورشیدگرفتگی جزئی که در ایران به‌صورت جزئی مشاهده می‌شود.
- خورشیدگرفتگی ۲ ژوئیه ۲۰۳۸ (برابر ۱۱ تیر ۱۴۱۷ خورشیدی)

خورشیدگرفتگی حلقه‌ای که در ایران به‌صورت جزئی مشاهده می‌شود.